# Tischler Fruzsina
Tischler Fruzsina (Várpalota, 1988. augusztus 29. –) labdarúgó, hátvéd. Jelenleg a Viktória FC labdarúgója.

## Pályafutása

### Klubcsapatban
1998-ban a Peremarton FC csapatában kezdte a labdarúgást, ahol 2002-ig játszott. 2003 és 2008 között a másodosztályú Gizella Veszprémi SE csapatában szerepelt. 2008 nyárán igazolt Szombathelyre a Viktóriához. A következő idényben a Viktória bajnok és magyar kupa-győztes lett, de Tischler csak a nevezett játékosok között szerepelt, pályára nem lépett. Az ezt követő két idényben már a kezdőcsapatban is helyett kapott és így tagja volt a 2009–10-es idényben ezüstérmet szerzett csapatnak.

## Sikerei, díjai
- Magyar bajnokság
  - 2.: 2009–10, 2010–11, 2011–12
  - 3.: 2012–13
- Magyar kupa
  - győztes: 2011
  - döntős: 2012